# Йост, Вильгельм
Вильгельм Йост (нем. Wilhelm Joest; 15 марта 1852, Кёльн, Пруссия, — 25 ноября 1897, острова Банкс) — немецкий путешественник.
Путешествовал по Востоку и берегам Северной Африки, затем объездил всю Америку и собрал множество этнографических, антропологических и зоологических наблюдений. В начале 1879 Йост отправился на Цейлон, отсюда проехал всю Индию до Гималайских гор, сопровождал британскую армию в Афганскую войну, затем направился в Бирму и Сиам.
Изучал быт народов Борнео, Серама и Сулавеси, в составе голландских войск участвовал в Ачехской войне. Посетил Камбоджу и Филиппины и долго жил среди диких племен Тайваня. Из Пекина направился в Монголию, оттуда в Японию. Жил среди айнов на острове Хоккайдо. В 1881 году вернулся из Владивостока через Маньчжурию, Монголию и Сибирь в Германию, где опубликовал: «Aus Japan nach Deutschland durch Sibirien» (Кёльн, 1882, 1887) и «Das Holontalo, ein Beitrag zur Kenntniss der Sprachen von Celebes» (Берл., 1884). В 1883 году объехал всю Африку и изложил свои наблюдения в книге: «Um Africa» (Кёльн, 1885).